# 乌塔·哈根
乌塔·哈根（德語：Uta Hagen，1919年6月12日—2004年1月14日），德国裔美国女演员。曾获得托尼奖最佳话剧女主角。